# Inter Bom-Bom
Inter Bom-Bom is een voetbalclub in Sao Tomé en Principe uit Bombom in het district Mé-Zóchi. De club speelt in de eilandcompetitie van Sao Tomé,
waarvan de kampioen deelneemt aan het voetbalkampioenschap van Sao Tomé en Principe, de eindronde om de landstitel. De naam van de club heeft niets te maken met het eiland Ilhéu Bom Bom.
Inter Bom-Bom. De club is met drie landstitels en drie eilandstitels de vierde meest succesvolle club van het land en de derde meest succesvolle club van het eiland Sao Tomé. In 2001 deed de club mee aan de CAF Champions League, het werd in de eerste ronde uitgeschakeld door het Equatoriaal-Guineese Sony Elá Nguema. Na het seizoen 2009/10 degradeerde Inter Bom-Bom naar het tweede niveau.
De club heeft ook een vrouwenteam, dat uitkomt in het vrouwenvoetbalkampioenschap van Sao Tomé en Principe.

## Erelijst
Landskampioen1995, 2000, 2003
Eilandkampioen1995, 2000, 2003
Eerste niveau: FC Aliança Nacional · Bairros Unidos FC · UD Correia · Folha Fede · Juba Diogo Simão · FC Neves · Praia Cruz · UDRA · Vitória FC · Santana FC
Tweede niveau: Agrosport · Amador · Guadalupe · Inter Bom-Bom · Desportivo Marítimo · Kê Morabeza · Oque d'El Rei · Porto Alegre · Ribeira Peixe · Trindade FC
Derde niveau: Andorinha Sport Club · Boavista · Desportivo Conde · Cruz Vermelha · Diogo Vaz · Otótó · Santa Margarida · Sporting São Tomé · UDESCAI · Varzim FC
Voormalige clubs: 6 de Setembro · Bela Vista · Os Dinâmicos ·  Palmar